# Â
Â, â یا Aیِ هشتک یکی از حروف الفبا در زبان‌های فرانسوی، فریولی، ترکی استانبولی، پرتغالی، فریسکی، رومانیایی، والون، ویتنامی و ویلزی می‌باشد. همچنین در زبان فاروئی هم سابقهٔ استفاده از این حرف وجود دارد.
این حرف در زبان فرانسوی آوای /ɑ/ و در رومانیایی /ɨ/ را می‌رساند. در الفبای لاتین ترکی استانبولی نیز Â دو کاربرد دارد؛ یکی آنکه نشان‌دهد که همخوان پیش از a کامی است، مانند kâğıt (کاغذ). کاربرد دیگر نشان‌دادن آوای /a:/ در واژگانی‌است که نوع آوا در معنا تفاوت ایجاد می‌کند، مانند adet به معنای عدد و âdet به معنای عادت.